# Firmin Flamand
Firmin Flamand va ser un tirador amb arc belga que va competir en els anys posteriors a la Primera Guerra Mundial.
El 1920 va prendre part en els Jocs Olímpics d'Anvers, on va disputar quatre proves del programa de tir. Guanyà la medalla d'or en dues de les proves que disputà: ocell gran fix, per equips i ocell petit fix, per equips; i la de bronze en la prova d'ocell gran fix individual. En la prova de tir a l'ocell petit fix individual fou quart.